# Jacques Doniol-Valcroze
Jacques Doniol-Valcroze (Párizs, 1920. március 15. – Cannes, 1989. október 6.) francia filmrendező, forgatókönyvíró, színész és kritikus.

## Életpályája és munkássága
1947–1949 között a La Revue du Cinéma szerkesztőségének egyik vezetője, a Cinemonde szerkesztőségi titkára, 1950 után éveken át a France Observateur kritikusa volt. 1951-ben André Bazinnel együtt alapítója és szerkesztője a Cahiers du Cinéma című filmfolyóiratnak. Hosszabb időn át irányította az Objectif 49 filmklubot. A filmmel gyakorlatban először 1949-ben mint színész került kapcsolatba, majd három rövidfilmet forgatott, 1959-ben pedig normál terjedelmű alkotással is bizonyította tehetségét. 1955-ben a Velencei Nemzetközi Filmfesztivál zsűritagja volt. Az új hullám egyik egyéni hangvételű képviselője volt. Színészi képességeiről André, A halhatatlan (1963) szerelmét kerső furcsa férfifigurája vallott meggyőzően. 1964-ben a Berlini Nemzetközi Filmfesztivál zsűritagja volt. 1968-ban ismét a Velencei Nemzetközi Filmfesztivál zsűritagja lett.
Sokoldalú művész volt; regényei is megjelentek.

## Magánélete
Françoise Brion (1933-) francia színésznő volt a felesége. Két gyermekük született: Simon Doniol-Valcroze színész és Diane Doniol-Valcroze rendező-forgatókönyvíró.

## Filmjei

### Színészként
- Orfeusz (1950)
- A szép életkor (Le bel âge) (1959)
- A Sátán megnyitja a bált (1962)
- A halhatatlan (1963)
- Szeretlek, szeretlek (1968)
- A csibész (1970)
- Szalad, szalad a külváros (1973)
- Goodbye, Emmanuelle! (1977)
- A szökés (1979)
- Jobb ma egy nő, mint tegnap három (1980)
- Tiszta ügy (1984)

### Filmrendezőként
- A gazda szeme (L’oeil du maître) (1957)
- Jó napot, La Bruyér úr! (Bonjour, Monsieur La Bruyère) (1958)
- Az agyonhajszoltak (Les surmenés) (1958)
- Szájvíz (L’eau à la bouche) (1960)
- Szívek ajtaja (Le cœur battant) (1961) (forgatókönyvíró is)
- A feljelentés (La dénonciation) (1961) (forgatókönyvíró is)
- Antoine Bigut elrablása (L’enlèvement d’Antoine Bigut) (1964) (forgatókönyvíró is)

### Forgatókönyvíróként
- Portugál vakáció (Vacances portugaises) (1963)

## Díjai
- Ezüst Kagyló-díj (1962) La dénonciation

## Fordítás
- Ez a szócikk részben vagy egészben  a   Jacques Doniol-Valcroze című francia Wikipédia-szócikk ezen változatának fordításán alapul.  Az eredeti cikk szerkesztőit annak laptörténete sorolja fel. Ez a jelzés csupán a megfogalmazás eredetét és a szerzői jogokat jelzi, nem szolgál a cikkben szereplő információk forrásmegjelöléseként.